# Hernâni Infande
Hernâni Infande Tchuda da Silva, noto come Hernâni Infande (Bissau, 3 aprile 2001), è un calciatore portoghese con cittadinanza guineense, attaccante svincolato.

## Carriera
Nato a Bissau, si è formato calcisticamente nell'Academia Atlético de Bissau. Nel 2019 è stato acquistato dal Braga, che lo ha aggregato al proprio settore giovanile. Ha esordito in prima squadra il 25 febbraio 2021, in occasione dell'incontro di Europa League perso per 3-1 sul campo della Roma, e il 19 maggio successivo ha debuttato anche in Primeira Liga, disputando la gara pareggiata 0-0 contro il Portimonense. Il 31 gennaio 2023 è stato ceduto in prestito al Paços Ferreira fino al termine della stagione.

## Statistiche

### Presenze e reti nei club
Statistiche aggiornate al 7 febbraio 2023.
| Stagione        | Squadra         | Campionato      | Campionato | Campionato | Coppe nazionali | Coppe nazionali | Coppe nazionali | Coppe continentali | Coppe continentali | Coppe continentali | Altre coppe | Altre coppe | Altre coppe | Totale | Totale |
| Stagione        | Squadra         | Comp            | Pres       | Reti       | Comp            | Pres            | Reti            | Comp               | Pres               | Reti               | Comp        | Pres        | Reti        | Pres   | Reti   |
| --------------- | --------------- | --------------- | ---------- | ---------- | --------------- | --------------- | --------------- | ------------------ | ------------------ | ------------------ | ----------- | ----------- | ----------- | ------ | ------ |
| 2020-2021       | Braga B         | CdP             | 11         | 5          |                 | -               | -               |                    | -                  | -                  |             | -           | -           | 11     | 5      |
| 2021-2022       | Braga B         | L3              | 24         | 3          |                 | -               | -               |                    | -                  | -                  |             | -           | -           | 24     | 3      |
| nov. 2022       | Braga B         | L3              | 1          | 0          |                 | -               | -               |                    | -                  | -                  |             | -           | -           | 1      | 0      |
| 2020-2021       | Braga           | PL              | 1          | 0          | CP+CdL          | -               | -               | UEL                | 1                  | 0                  |             | -           | -           | 2      | 0      |
| 2021-2022       | Braga           | PL              | 0          | 0          | CP+CdL          | 0               | 0               | UEL                | 0                  | 0                  | SP          | 0           | 0           | 0      | 0      |
| 2022-gen. 2023  | Braga           | PL              | 3          | 0          | CP+CdL          | 0+4             | 0+1             | UEL+UECL           | 1+0                | 0                  |             | -           | -           | 8      | 1      |
| gen.-giu. 2023  | Paços Ferreira  | PL              | 1          | 0          | CP+CdL          | -               | -               |                    | -                  | -                  |             | -           | -           | 1      | 0      |
| Totale carriera | Totale carriera | Totale carriera | 41         | 8          |                 | 4               | 1               |                    | 2                  | 0                  |             | 0           | 0           | 47     | 9      |